# Galenso

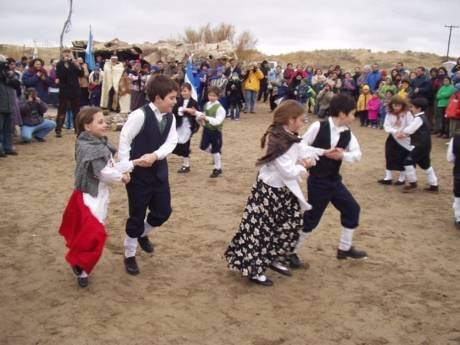
Niños «galensos»

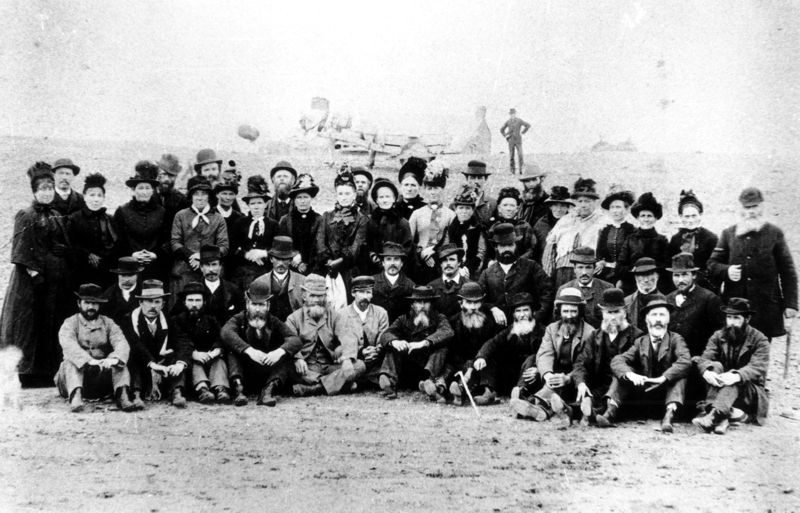
Grupo de «galensos» hacia 1900.

Se llama galenso (en lugar de «galés») al originario, descendiente u objeto propio o relacionado de los colonos galeses que poblaron gran parte del territorio de la provincia del Chubut (en la Patagonia, Argentina) a partir del año 1865 en forma totalmente pacífica y con un trato cordial con los habitantes originarios (Tehuelches y Mapuches).
También se denomina galenso, por extensión, a toda persona de cabello rubio o castaño claro. Esto sucede particularmente en la provincia del Chubut, aunque también en otras provincias de la Patagonia. Su uso es despectivo en algunas ocasiones, sobre todo cuando es usado en la expresión «galenso come quaker» (avena).
Cabe destacar que en la variante patagónica del español rioplatense es predominante el uso de la forma gentilicia «ense».